# Tapecomys primus
Tapecomys primus és una espècie de mamífer rosegador de la família dels cricètids. Viu a l'Argentina i Bolívia. El seu hàbitat natural és una barreja de selva nebulosa, zones de cactus columnars, arbres lleguminosos i frondoses. Es desconeix si hi ha cap amenaça significativa per a la supervivència d'aquesta espècie.
El nom genèric d'aquesta espècie deriva del nom de la localitat tipus, Tapecua, i la paraula grega mys (‘ratolí’), mentre que el seu nom específic significa ‘primer’ en llatí.